# Castrum doloris

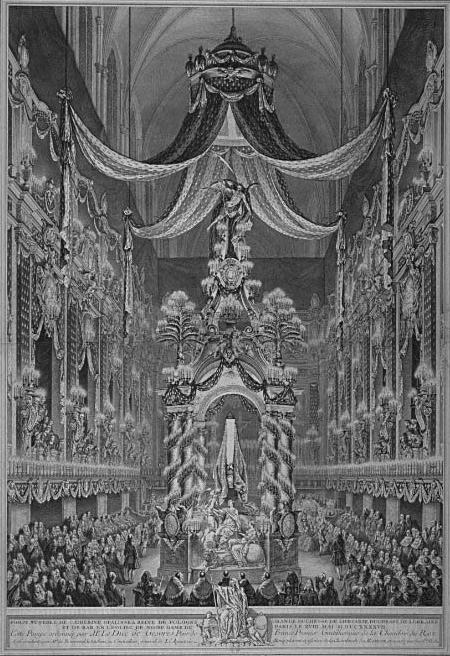
Das Castrum doloris 1747 für Polen-Litauens Königin und Großherzogin Katarzyna Opalińska

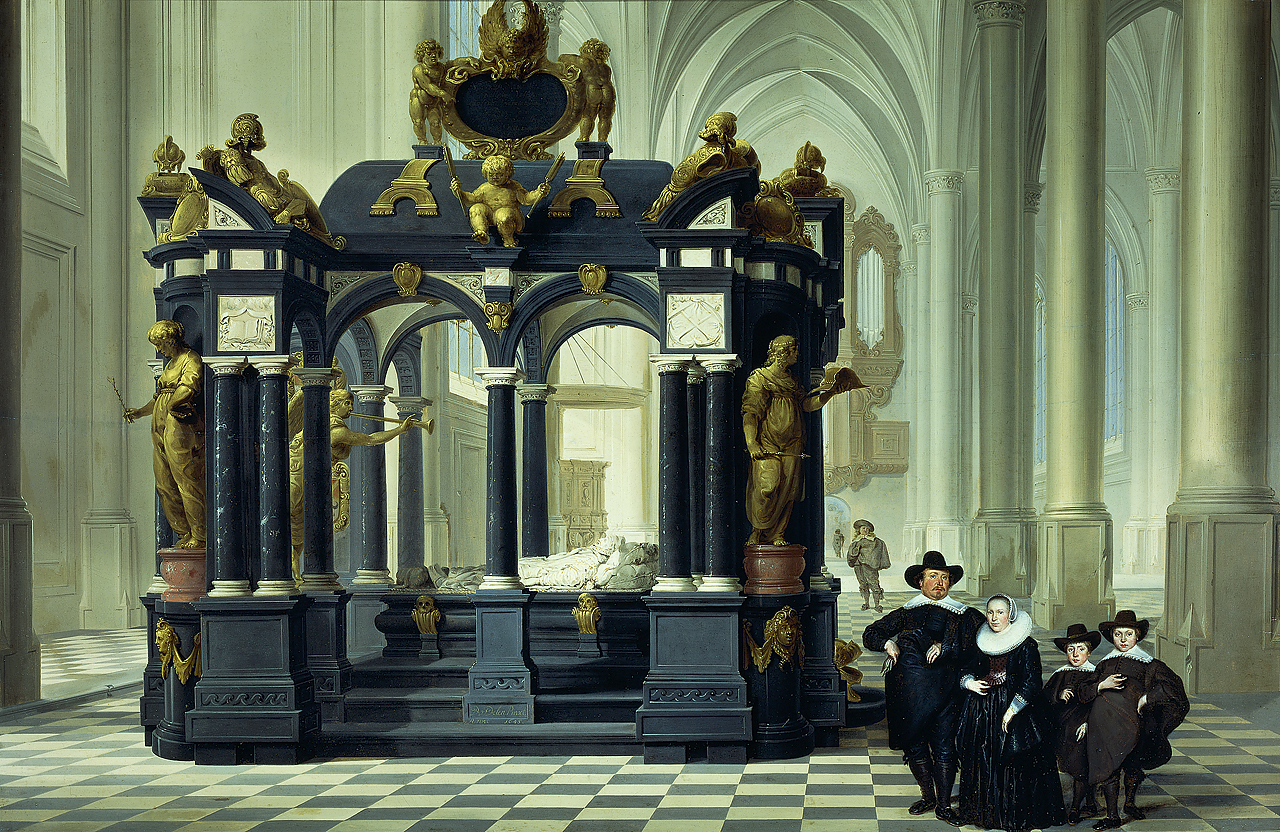
Das Castrum doloris 1645 für Willems van Oranje in der Nieuwe Kerk, Delft (Porträt von Dirck van Delen, Rijksmuseum Amsterdam)

Als Castrum doloris (lateinisch für Trauerburg) bezeichnet man in der Renaissance und im Barock eine bei Prominenten zum Schutz und zur Begleitung ihres Katafalks in Kirchen oder an anderen würdigen Orten temporär errichtete Trauerkapelle, die häufig im Bilde festgehalten wurde. Sie konnte den Sarg mit dem Leichnam enthalten, musste es aber nicht, da öfters in mehreren Kirchen gleichzeitig Castra doloris für den gleichen Verstorbenen errichtet wurden. Das Castrum doloris sollte zur „Abschiednahme“ und Trauerbewältigung der Hinterbliebenen einen abgeschirmten Raum um den Sarg des verstorbenen Prominenten bieten und bis zur Grablegung seine hohe Kultiviertheit repräsentieren.
Der Errichtung des Castrum doloris ging in der Regel die Aufbahrung der Leiche auf dem Totenbett oder einem Katafalk voraus, die ebenfalls im Bilde verewigt werden konnte. Durch die Feier der Exequien nach dem Caeremoniale Episcoporum, die Leichenpredigt und Trauermusik sowie ein aufwendiges Lichtspiel wurde das Trauererlebnis am Castrum doloris schließlich zur außergewöhnlich sinnlichen Erfahrung.

## Etymologie
Der Begriff Castrum doloris ist seit dem 15. Jahrhundert überliefert. Du Cange spricht von häufigen Erwähnungen in Johannes Burckards Zeremonientagebuch Liber notarum. Das Caeremoniale Episcoporum verwendet im Buch II Kap. 11 den Ausdruck Castrum doloris als liturgischen Teil der Exequien, jedoch ohne scharfe Begriffsabgrenzung: „Si advenit in ecclesia lectus mortuorum, seu castrum doloris …“, und: „Cum quo ibunt ad feretrum, seu castrum doloris …“ Verwendet wurde der Begriff vor allem im 16. und 17. Jahrhundert, in welchem jedoch synonym für „Castrum doloris“ umgangssprachlich der Ausdruck Katafalk aufkam und die ältere Bezeichnung im 18. Jahrhundert schließlich verdrängte. Nach der Etablierung einer Historischen Aufführungspraxis Ende des 20. Jahrhunderts werden beide Begriffe heute wieder in ihrer ursprünglichen Wortbedeutung verwendet.

## Geschichte

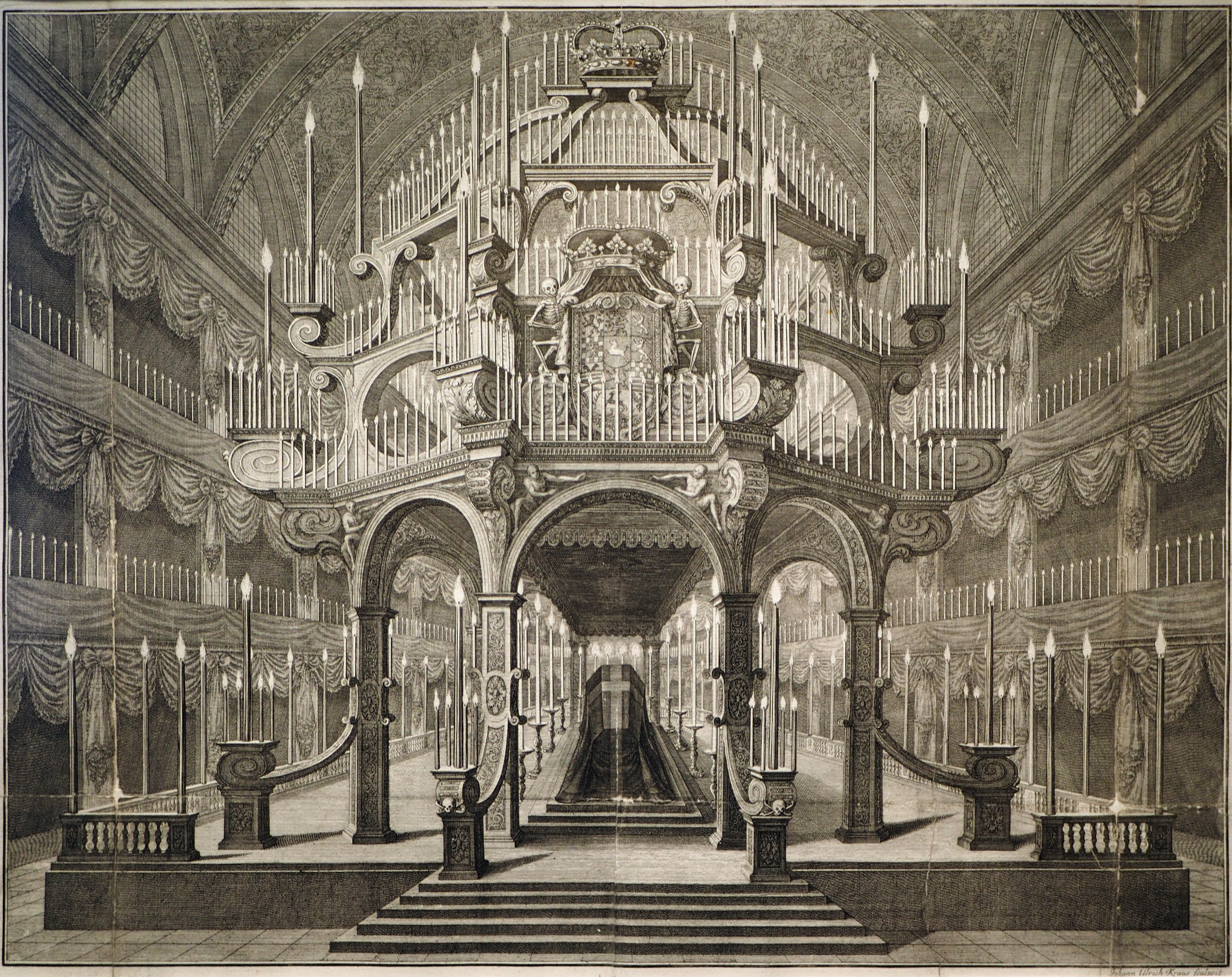
Das Castrum Doloris das 1705 in der Celler Stadtkirche zur Aufbahrung des Sarges von Herzog Georg Wilhelm errichtet wurde

Die Tradition der hochkultivierten Aufbahrung verstorbener Prominenter reicht weit bis ins frühe Christentum zurück und bezieht sich auf die frühchristliche Tradition der Karliturgie, bei der Christen nach der Feier vom Leiden und Sterben Christi am symbolischen Grab Christi („Grablegung Christi“) ohne liturgische Entlassung in Form einer Gebetswache verweilen und allein oder in Gemeinschaft der Leistungen Jesu gedenken. Vergleichbar mit dem symbolischen Grab Christi am Karfreitag dient die Aufbahrung verstorbener Prominenter auf einem Katafalk bis heute der persönlichen Abschiednahme und Trauerbewältigung einer großen Anzahl von Hinterbliebenen.
Die Vorläufer des Castrum doloris befanden sich im Italien und Burgund des 15. Jahrhunderts, etwa in der Form der Aufbahrung, wie sie das Turin-Mailänder Stundenbuch 1415–17 oder ein Bild des Boucicaut-Meisters in der Pariser Bibliothèque Mazarine zeigen, oder wie sie Giorgio Vasari als Werke des Andrea Feltrini nennt, der um 1500 in Florenz apparati für Hochzeiten und Beerdigungen schuf. Auch die cataletti für Bruderschaften, etwa von Beccafumi, Sodoma und Peruzzi gehören hierher. Zu den Vorläufern des Castrum doloris kann man auch den riesigen Traueraufbau zählen, der in Brüssel 1558 für Karl V. (HRR) errichtet wurde und durch einen Stich überliefert ist; er war in Form eines von Seeungeheuern gezogenen und begleiteten Kriegsschiffes gebildet, welches die „Säulen des Herkules“ verließ; an Deck standen die Kardinaltugenden, Flaggen und Wimpel trugen eine Fülle von Emblemen und Allegorien.
Nach dem Papst Sixtus V. im Jahr 1564 für die Exequien Michelangelos in San Lorenzo, Florenz durch dessen Freunde einen höchst kunstvoll dekorierten Katafalk errichten ließ, der schon ganz dem Charakter der späteren Castra doloris entsprach, folgten ihm schließlich Aristokraten in ganz Europa und ließen um ihren aufgebahrten Leichnam eine Trauerburg (lat. „Castrum doloris“) errichten. Man fand sie an weltlichen und geistlichen Fürstenhöfen, auch beim Adel, bei Domkapiteln und Stiften, sogar bei der verarmten Szlachta. Der Kaiserhof ging sowohl zeitlich wie auch in der prunkvollen Ausführung bzw. in der Anzahl der gleichzeitig errichteten Castra doloris den übrigen Höfen voran. Da die Zahl der bekannten Castra doloris unübersehbar ist, seien nur ein paar Beispiele genannt: 1) Das Castrum doloris 1619 für Kaiser Matthias (HRR) in der Wiener Augustinerkirche als verhältnismäßig frühes Werk, 2) Die Castra doloris 1705 für Kaiser Leopold I. (HRR) in zahlreichen Kirchen und 3) Das Castrum doloris 1711 für Kaiser Joseph I. (HRR) in der Wiener Augustinerkirche (fast eine Theaterdekoration). Solche Castra doloris konnten sehr kostspielig sein. So ist vom Castrum doloris 1745 für Kaiser Karl VII. (HRR) in der Münchner Theatinerkirche bekannt, dass es 3700 Gulden kostete. Auch von den Castra doloris seiner Vorgänger in Wien sind die hohen Kosten bekannt.
Die große Zeit der Castra doloris war das 17. und 18. Jahrhundert. Seine Errichtung blieb auch durch das ganze 19. Jahrhundert hindurch Brauch, wenn auch als Ausnahme und ohne die betont architektonische Note. So gab es ein Castrum doloris 1881 für Zar Alexander II., ein Castrum doloris 1888 für Kaiser Wilhelm I. und ein Castrum doloris 1894 für Frankreichs Staatspräsident Sadi Carnot.

## Funktion und Gestalt

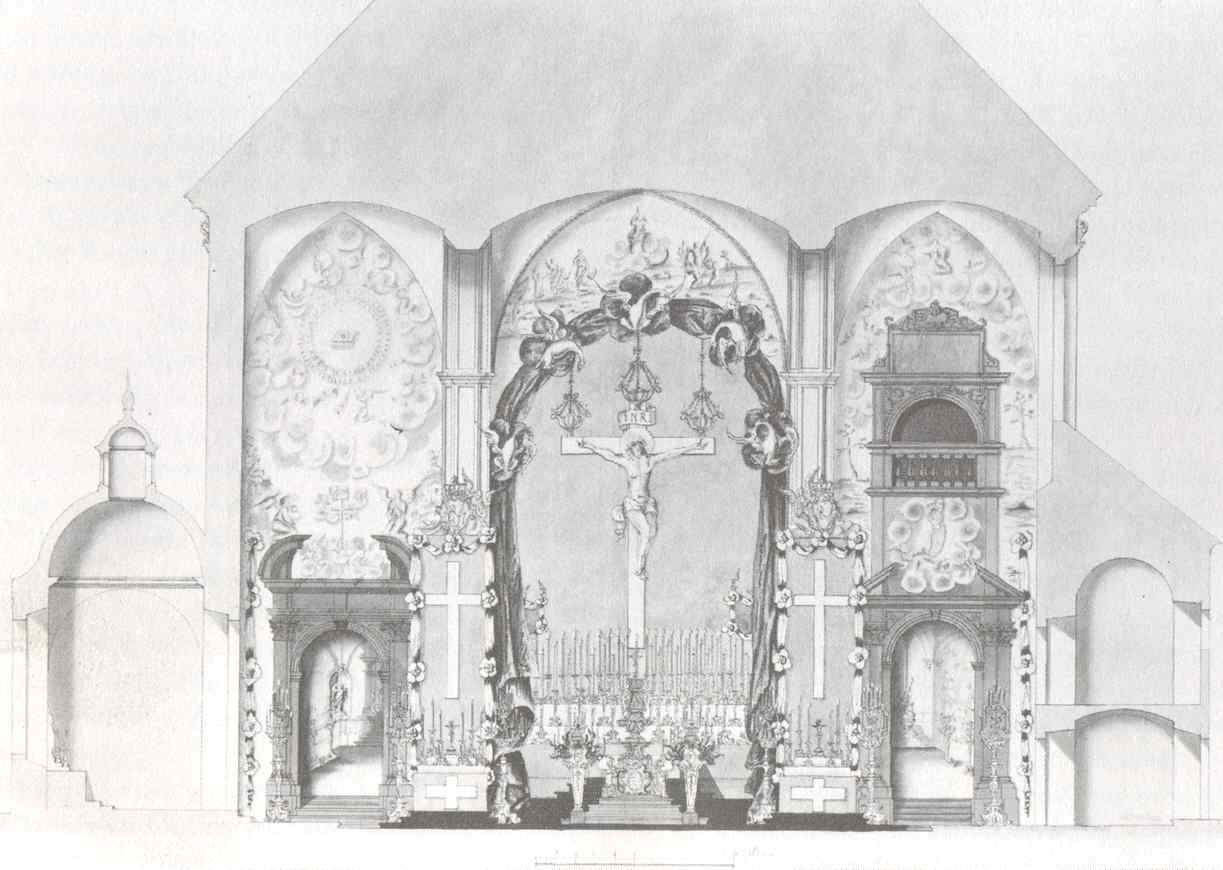
Das Castrum doloris 1733 für August den Starken in Warschau

Das Castrum doloris diente als Mittel der Trauerbewältigung größerer Bevölkerungsgruppen, die sich von ihrem verstorbenen Prominenten persönlich verabschieden, seine Leistungen im tiefen, individuellen Gebet würdigen und dabei eine außergewöhnlich sinnliche Erfahrung machen wollten.
War eine Prominenz bei den Römisch-katholischen Klerikern sehr beliebt, so wurden ihr fast in allen Klöstern und von jeder Bruderschaft Castra doloris erbaut. Bei Klerikern wurde das Castrum doloris stets so ausgerichtet, dass ihr Haupt zum Altar zeigte; bei allen anderen hingegen so, dass die Füße zum Altar zeigten. Die Castra doloris wurden mit den schönsten allegorischen Statuen oder Tugenden, die mit den wahren Umständen der verstorbenen Person harmonierten, mit der schönsten Architektur- und Bildhauerarbeit, mit Fackeln und Illuminationen ambelliert, und mit Piedestalen, Sinnbildern und Inschriften verziert. Bei den Castra Doloris sah man auch hin und wieder Statuen, die entweder aus Alabaster, Marmor, Holz oder Pappe errichtet wurden; klagende Frauen und Knaben mit umgekehrten und ausgelöschten Lebensfackeln, romanische Urnen und Inschriften, die hin und wieder an den Gesimsen, an den Portalen und zwischen den Kolonnaden und dem Säulenwerk angebracht wurden. An der Hauptfassade des Castrum doloris standen ein paar Marschälle bzw. an den Seiten herum andere Kavaliere. Über dies wurden die Kirchen ganz und gar mit einem schwarzen Tuch bekleidet und auf den Fürstenkirchen (auch bisweilen an anderen Kirchenplätzen) das Familien- bzw. Amtswappen des Prominenten angeheftet. Bisweilen war die ganze Kirche wie ein Mausoleum dekoriert. Man sah allenthalben Zypressen, Sinnbilder, Statuen, Illuminationen, und brennende Wachskerzen, die an kristallenen oder silbernen Kronenleuchter hingen. Das Pendant der Kronleuchter schien als feuriger Obelisk. Zudem fand man noch kostbare Monumenta, die mit sehr viel massiven Silberwerk orniert, von unten bis oben mit Wachskerzen befleckt, und oft auch die Verdienste der Vorfahren mit den sinnreichsten Inschriften vorstellten. Die Pfeiler der Kirchen waren oft mit Sinnbildern ausgeschmückt, welche die geschätzten Taten des Verstorbenen abbildeten. Man sah auch bei Castra doloris des Hochadels brodierte Wappen sämtlicher Provinzen auf schwarzen Samt. Dergleichen Mausolea blieben bisweilen einige Wochen, Monate, auch zu halben Jahren bestehen, bevor sie abgetragen wurden. Nachgehend wurden Kupferstiche angefertigt und den gedruckten Leichenpredigten angehängt.

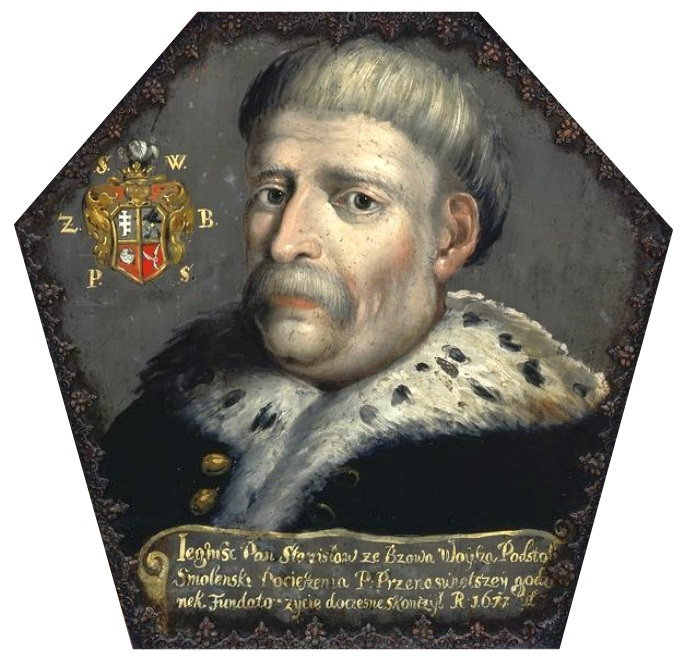
Sargporträt des polnischen Landadligen Stanisław Woysz, 1677

Ein besonders wertvolles und hilfreiches Schmuckelement war im europäischen Maßstab das in Polen-Litauen übliche Sargporträt des Verstorbenen. Es ermöglichte eine angenehm besinnliche Abschiednahme vom Verstorbenen.
Castra doloris wurden durch Tischler und Zimmerleute von leichtem, ungehobeltem Holz errichtet und danach mit schwarzen Tüchern und silbernen Dressen, Moor oder Zindel bezogen und mit allerhand Bildhauerei, die allgemein nur aus Pappe gemacht wurde, und mit Malerei auf weißer Leinwand oder wenigstens auf geöltem Papier zum Illuminieren ausgeschmückt, wozu denn ein guter Poet die Aufschriften, dieselbe gleichsam zu beleben, erfand. Die ganze Disposition aber kam dem Baumeister zu. Die Illuminationen mussten das meiste dabei tun. Da sollte vorerst das Contrefait des Verstorbenen, in einer Glorie oder Sonne gemalt, in der Luft schweben oder von einem aus gesteifter Leinwand oder Papier über subtilen danach geformten Draht und inwendig mit Licht besteckten, fliegenden Engel getragen werden. Zur Verschönerung konnte über dem Sarg eine Ehrenpforte stehen „mit cörperlich aus Holtz gemachter, und schön auf Marmorart und Metall-Art angestrichener Architectur“.
Das wesentlichste Merkmal eines Castrum doloris war das zum Schutz und zur Begleitung des Katafalks errichtete Schmuckgerüst, das einen kunstvoll gearbeiteten Baldachin zur Überdachung des Totenbetts trug. Es war mit dem Wappen des Verstorbenen, seinen Herrschaftsinsignien, Kerzen, Trauerblumen, einem Epitaph sowie allegorischen Statuen und Wachsbildern dekoriert. Von der Zeit der Renaissance bis zum Barock wurden die Ausschmückungen immer verschwenderischer, bis das Castrum doloris im Barock von der Entfernung schließlich wie eine einzige Flamme aussehen sollte und dafür mehr als tausend Kerzen auf dem Baldachin aufgestellt wurden. Die Lust zum Spektakel und festlichen Anlässen fand hier ihren Ausdruck. Die Darstellung des Ruhmes und der eigenen Herrlichkeit rückte immer weiter in den Vordergrund der Riten und Bräuche. Kerzen wurden an die Besucher der Liturgie verteilt. Dabei war die Anzahl der verteilten Kerzen mit dem Prestige des Verstorbenen verknüpft, denn Kerzen waren teuer. So kam es in öffentlichen Kirchen regelmäßig zu Tumulten und Störungen wegen des Andranges auf die Kerzenverteiler.

## Funktion in der Totenliturgie
Das Caeremoniale Episcoporum verwendet im Buch II Kap. 11 den Ausdruck Castrum doloris als Ort für einen Teil der kirchlichen Totenliturgie. Es fasst die Gesänge und Gebete zusammen, die in der Renaissance und im Barock bei Prominenten am Castrum doloris verwendet wurden, wenn der Bischof bei der Liturgie mitwirkte. Es waren die Gesänge und Gebete zur Erteilung der Absolution verstorbener Prominenter im Anschluss an die Totenmesse.
Die Absolution für Verstorbene war seit alten Zeiten ein Bestandteil der kirchlichen Liturgie, insbesondere am Begräbnistag sowie am dritten, siebenten und dreißigsten Tag nach dem Verscheiden. Nach Jan K. Siedleckis Cantionale ecclesiasticum und dem römischen Messbuch fand sie zuerst am Begräbnistage statt im Zusammenhang mit dem eigentlichen Begräbnis als Übergang vom Altar zum Grabe. Bei den Gedenktagen stand statt des Sarges eine Tumba (Scheinsarg) in der Kirche, an der der Ritus vollzogen wurde.
Inhalt und Form bestimmten die Rubriken beider Rituale wie folgt:
Unter fünf Prälaten oder Kanonikern wurde der Zelebrant bestimmt. Dieser Zelebrant legte nach der Totenmesse Kasel und Manipel ab, bekleidete sich mit dem Pluviale, welches in der Farbe der Trauerliturgie entsprach, und begab sich bedeckten Hauptes unter Vortritt der anderen, ohne Manipel und bedeckten Hauptes gekleideten Prälaten bzw. Kanoniker zum Katafalk im Castrum doloris. Alle nahmen sie nach Ablegung des Biretts um den Katafalk herum Platz: der jüngste der vier Prälaten oder Kanoniker (mit dem Kruzifix in der Hand) an der Ecke, an der sich der rechte Fuß des Verstorbenen befand; der zweitjüngste an der Ecke, an der sich die linke Schulter des Verstorbenen befand; der drittjüngste am linken Fuß des Verstorbenen und der viertjüngste ehrenhalber zur rechten Schulter des Verstorbenen. Der Zelebrant aber setzte sich zwischen sie ans Kopfende des Verstorbenen und begann, das Gebet Non intres in judicium cum servo tuo zu singen, betend, dass der Verstorbene „es verdient, der rächenden Strafe Gottes zu entkommen, er der, als er lebte, mit dem Siegel der Heiligen Dreifaltigkeit gekennzeichnet wurde“. Nach Auffassung der Kirche erschienen der Zelebrant und die anderen mitwirkenden Kleriker nicht nur als Repräsentanten der Kirche, sondern handelten In persona Christi, als Christi Stellvertreter und in seinem Namen. Wie ein Blick auf den ersten Hauptteil des liturgischen Aktes zeigt, war die Form der Fürbitte so gewählt, dass ihre Diener aus dem Herzen der Verstorbenen heraus beteten und gleichsam ihre Zunge und Lippe demjenigen liehen, für welche das heilige Opfer dargebracht und mündliche liturgische Bitte verrichtet wurde. Hinter dem Zelebranten hielten sich zu seiner Linken Akolythen mit Weihrauchfass und Weihrauch, Weihwasser und einem Aspergill bereit.
An das Gebet Non intres schloss sich das erste Responsorium Subvenite aus den kirchlichen Sterbegebeten. Es wurde mit dem Ruf des Kantors Kyrie eleison beendet. Und als alle darauf Christe eleison antworteten, standen alle auf. Es folgte noch einmal Kyrie eleison und alle setzten sich wieder. Der ehrbarste Prälat zur rechten Schulter des Verstorbenen sprach nun die erste Zeile des Pater noster, das leise weitergebet wurde. Währenddessen kamen Diakon, Subdiakon, Thuriferar und sämtliche Kleriker mit Weihwasser an die Seite des ehrbarsten Prälaten, um ihn zu assistieren; der ehrbarste Prälat nahm daraufhin das Aspergill, tunkte es beim Diakon ins Weihwasser und besprengte damit das Totenbett; dabei umschritt er von seiner Ecke ausgehend das Totenbett und grüßte an dessen Ecken jeweils die Prälaten. Anschließend empfing er vom Diakon das Weihrauchfass und beweihräucherte damit den Sarg in der gleichen Art und Weise. Schließlich sprach er laut den letzten Satz des Pater noster: Et ne nos inducas in tentationem („und führe uns nicht in Versuchung“), den alle mit sed libera nos a malum („sondern erlöse uns von dem Bösen“) beantworteten.
Danach setzten alle ihre Birette auf, der Bischof die Mitra, und der Chor sang das zweite Responsorium Qui Lazarum resuscitasti. Auch dies wurde mit dem Wechselgesang des Kyrie eleison wie beim ersten Responsorium beendet. Während des Singens kamen zwei Akolythen mit dem Weihrauchfass, Weihwasser und Aspergill auf den drittjüngsten Prälaten zu und platzierten sich zu seiner Rechten. Er sprach nun das Pater noster, besprengte und beweihräucherte den Sarg, so wie es sein Vorgänger tat.
Das dritte Responsorium Domine, quando veneris hatte denselben Ablauf, den jetzt der zweitjüngste Prälat vollzog, beim vierten Responsorium Ne recorderis war es der jüngste Prälat.
Den Abschluss machte das letzte Responsorium Libera me, bei dem der Zelebrant den Ritus vollzog.
Mit der vom Kantor gesungenen Antiphon In paradisum begann am Begräbnistag jetzt der Prozessionszug mit dem Sarg zum Grab und zur Beisetzung.

## Werke
Zahlreiche Meisterwerke der Castra doloris sind als Kupferstiche und Lithographien dokumentiert.
Castrum doloris (BuxWV 134) ist der Titel einer Abendmusik von Dietrich Buxtehude anlässlich des Todes von Kaiser Leopold I. 1705. Während das Textbuch erhalten ist, ist die Komposition verschollen. Erhalten sind die Responsorien Subvenite / Qui Lazarum / Domine, quando veneris und Ne recorderis dagegen in Andrzej Piotrkowczyks Processionale aus dem Jahre 1621 in Krakau und wurden vor wenigen Jahren mit der Schola Gregoriana Silesiensis, dem Bornus Consort und dem Chór Sarmacki im. G.G. Gorczyckiego unter der Leitung von Robert Pożarski eingespielt. Unter dem Titel Castrum doloris – Old Polish Burial Ceremonies wurden sie 2014 als CD bei Dux Records veröffentlicht.

## Kritik
Künstler und Maler übertrafen sich gegenseitig mit den prunkvollsten Entwürfen, so dass in mehreren Kirchen verschiedene Castra doloris aufgestellt wurden. Beim Tod Kaiser Leopolds I. wurden in Wien alleine fünf Castra doloris errichtet. Es zeigte sich, dass das Castrum doloris und die Darstellung einer herrschaftlichen Apotheose den tatsächlichen Umständen der Regierungszeit nicht selten widersprachen. Sie bildeten ein idealisiertes Gesamtbild, das auf der Illusion vom tugendhaften und verdienstvollen Fürsten beruhte.